# Fomalhaut b
Dagan, també anomenat com Dagon, és un planeta extrasolar que orbita l'estel Fomalhaut a una distància aproximada de 118 ua (al voltant de 1,800,008,928 quilòmetres) dins del seu disc d'enderrocs. El sistema Fomalhaut es troba a 25 anys llum de la Terra, a la constel·lació del Peix Austral. Dagan el primer exoplaneta a ser observat directament, dins de l'espectre visible, després de vuit anys d'intents per assenyalar la seva posició.
L'existència del planeta havia estat predita en 2005 a partir de la deformació observada en el cinturó d'enderrocs, que no estava centrat a l'estel. No obstant això, el planeta no va poder situar-se sinó fins a maig de 2008, després que Paul Kalas el distingís entre les fotografies del telescopi espacial Hubble preses en 2004 i 2006. Kalas va afirmar que «fixar la mirada en un planeta que mai abans va ser vist és una experiència profunda i irresistible. A finals de maig gairebé vaig tenir un infart quan vaig confirmar que Fomalhaut b orbita el seu estel pare». La NASA va publicar una fotografia presa pel telescopi espacial Hubble el 13 de novembre de 2008. En aquesta imatge, el disc d'enderrocs pot observar-se com una banda externa brillant i ovalada, mentre que els objectes apreciables dins de la banda representen al soroll de la llum estel·lar disseminada. Es creu que Dagan és l'objecte amb menor massa i més fred que s'hagi pogut trobar fora del nostre sistema solar. La seva existència es va deduir en 2005 a causa de la seva influència sobre el cinturó de pols de Fomalhaut; aquest cinturó no està centrat a l'estel i té un límit intern molt més agut de l'habitualment esperable.
Es calcula que el planeta té una grandària aproximada a la de Júpiter; a més, la seva massa màxima seria de tres vegades la de Júpiter i és molt probable que sigui de dues o menys. Es troba a 115 ua del seu estel (un afeli 20 % major que el d'Eris), cosa que equival a un període orbital de 872 anys terrestres.(així i tot, l'estel Formalhaut en ser 16 vegades més lluminosa que el nostre Sol seria vista tan brillant des de Dagan com l'és el Sol vist des de Neptú -a causa de la Llei de la inversa del quadrat-). També es creu que, per la lluentor de la seva llum visible i el baix de la seva radiació infraroja, tindria anells planetaris molt més grans que els de Saturn.

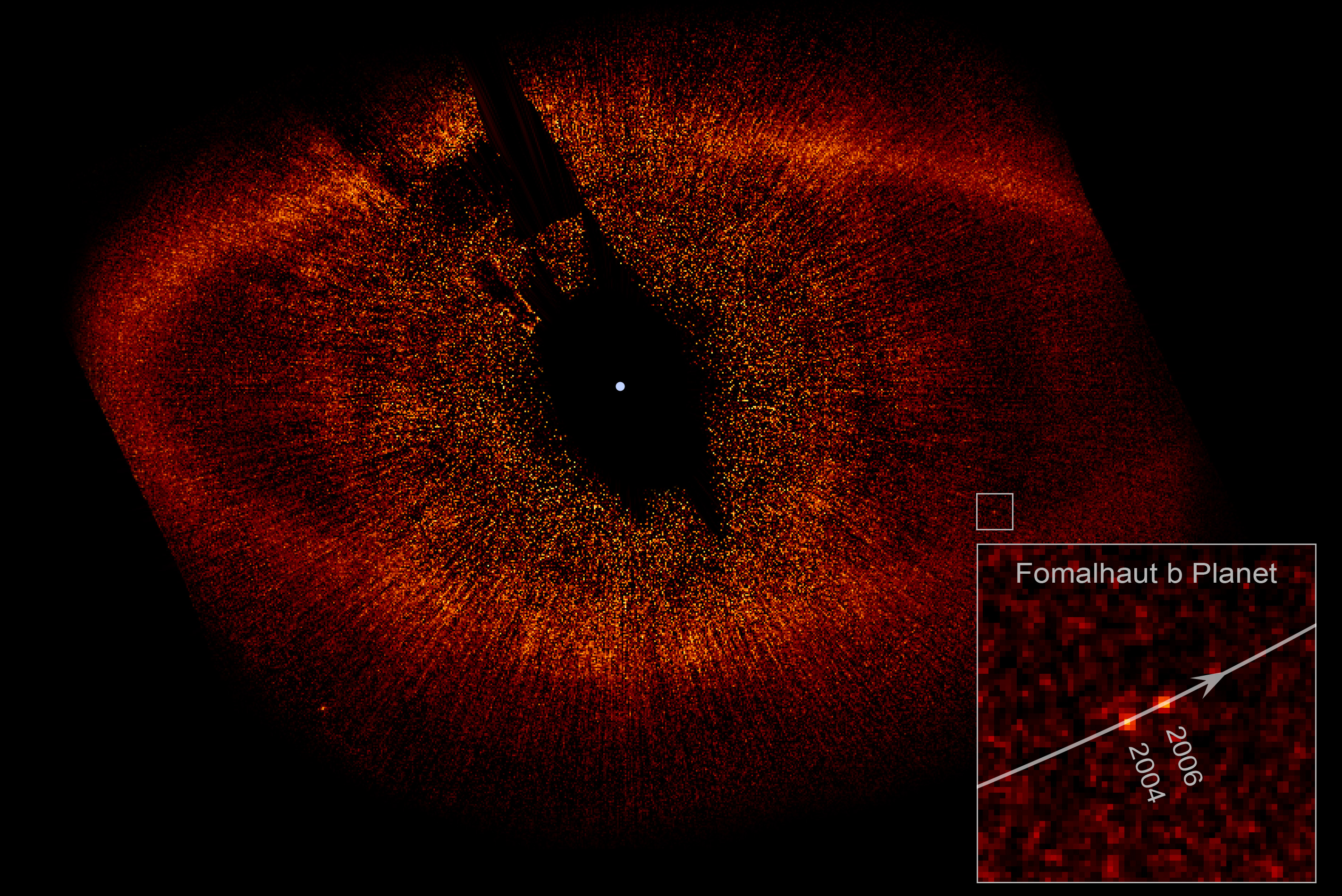
Imatge de Fomalhaut (α PsA) i Dagan.